# Wolfpack Years
Wolfpack Years è un EP del gruppo Wolfbrigade.

## Tracce
1. Living In Vain
2. Global Lunacy
3. Day After Day
4. Punkare Från Slätten
5. Hostile Wasteland
6. Life Comes Ripping
7. Landsplikt
8. Life Hurts